# Ejabberd
ejabberd — це вільний (GNU GPL), розподілений і стійкий до відмов XMPP-сервер, написаний в основному на Erlang. Він працює під Unix-подібними ОС (Mac OS X, GNU/Linux, FreeBSD, NetBSD, OpenBSD та OpenSolaris) і Microsoft Windows.
Олексій Щепін почав цей проект в листопаді 2002 року. Назва «ejabberd» означає «Erlang Jabber Daemon». Мета проекту полягає в створенні стабільного і функціонального XMPP-сервера.
За даними IMtrends частка ejabberd серед XMPP / Jabber-серверів склала на початок 2013 року близько 36 %.